# Tauhid
Tauhid, Tawhid (arab. توحيد IPA: tauħiːd) – jednym z fundamentalnych dogmatów islamu jest jedyność Boga nadająca islamowi szczególnego charakteru oraz wskazująca jego wyznawcom określony cel. Jest to muzułmańskie pojęcie monoteizmu. Jego przeciwieństwem jest bałwochwalstwo (szirk).
Tauhid oznacza istnienie Boga oraz jego jedyność, wyłączność stwarzania, kierowania i pełnię władzy. Bóg jest stwórcą, przyczyną dobrobytu i tym, który wszystkim kieruje. Tauhid oznacza też wspólne pochodzenie i równość ludzi we wszystkich aspektach życia. Ponieważ Bóg uczynił człowieka swoim następcą na Ziemi, człowiek ma rządzić zgodnie z jego nakazami zachowując posłuszeństwo jego woli. 
Ponieważ koncepcja islamu wypływa z dogmatu jedyności Boga, który przedstawia życie człowieka jako bezpośredni stosunek pomiędzy Bogiem a ludźmi w oparciu o to, że życie ziemskie jest egzaminem dla nich w czynieniu dobra, nie ma możliwości istnienia podziałów opartych na kolorze skóry, używanym języku, rasie czy też bogactwie. Oznacza to, że własność należy do Boga i w związku z tym nie mogą istnieć przedsiębiorstwa, które grożą zniewoleniu ludzi, gdyż jest to sprzeczne z wolą Boga.
Jedyność (tauhid) ustanawia silne podstawy dla społeczności ludzkiej, opierające się na odpowiedzialności jednostki, będącej zastępcą Boga i dlatego różnice pomiędzy ludźmi i społecznościami są określone przez praktyczne działanie jednostki, a nie w zależności od stanowiska czy pozycji. Zasada jedyności (tauhid) daje również człowiekowi wolność wyboru postępowania i samookreślenia, oprócz tego, że jest ona fundamentem, na którym opiera się tolerancja religijna pomiędzy muzułmanami i innymi narodami ziemi.
Według tauhid Bóg (Allah) jest wyłącznie jeden i nie ma on sobie równych. Sura Koranu, która opisuje tauhid brzmi: W Imię Boga Miłosiernego, Litościwego 1. Mów: "On - Bóg Jeden, 2. Bóg Wiekuisty! 3. Nie zrodził i nie został zrodzony! 4. Nikt Jemu nie jest równy!". 
Kolejnymi terminami, które tworzą fundament wiary muzułmańskiej są: risala i achira.